# ديفيد كيج
ديفيد كيج (بالفرنسية: David Cage)‏ مواليد 9 يونيو 1969 في ميلوز، فرنسا، هو موسيقي وكاتب ومصمم ألعاب فيديو فرنسي، وهو مؤسس ستوديو تطوير ألعاب الفيديو كوانتيك دريم. قام بكتابة وإخراج لعبتي هيفي رين وبيوند: تو سولز لجهاز بلاي ستيشن 3.

## السيرة الذاتية
ولد في ميلوز، فرنسا، كيج هو رئيس ستوديو تطوير الألعاب كوانتيك دريم. يلعب دورا مركزيا في الشركة وفي تطوير الألعاب، حيث هو المؤسس، كبير الإداريين التنفيذيين المشارك (مع غيوم دي فوندومير)، مخرج، قائد مصممي الألعاب وكاتب سيناريو.

## روابط خارجية
- ديفيد كيج على موقع IMDb (الإنجليزية)
- ديفيد كيج على موقع قاعدة بيانات الفيلم (الإنجليزية)
- ديفيد كيج على موقع كينوبويسك (الروسية)